# مارتین اس
مارتین اس (به انگلیسی: Martin S) یک هواگرد ساختِ کارخانهٔ گلن ال. مارتین کمپانی در کشور ایالات متحده آمریکا است. نخستین استفاده‌کنندهٔ این هواگرد Aviation Section, U.S. Signal Corps بوده‌است. این هواگرد برای نخستین بار در ۱۹۱۵ میلادی مورد استفاده قرار گرفت.